# Рисове
Вижте пояснителната страница за други значения на Рис.
Рисовете (Lynx) са род бозайници от семейство Коткови и един от най-близките родове до този на домашната котка.
Рисовете са типични котки с размери на тялото подобно на куче. Теглото им варира от 5 до 30 kg. Имат сравнително късо тяло поставено на дълги крака. Главата е сравнително неголяма, кръгла и изразителна. Характерен признак отличаващ рода от останалите представители на семейството е късата опашка.

## Видове
- Lynx lynx – Обикновен рис, Евроазиатски рис. Някои го разделят на 10 подвида: Скандинавски рис (западносибирски, източноевропейски), Карпатски рис (негова разновидност е централноевропейския рис), Сибирски рис (източносибирски), Балкански рис, Кавказки рис, Алтайски рис, Централноазиатски рис (тибетски), Централносибирски рис (козлови, байкалски), Амурски рис и изчезналия вече Сардински рис.
- Lynx canadensis – Канадски рис. Някои автори го разглеждат като подвид на обикновения.
- Lynx pardinus – Иберийски рис. Най-редкия от четирите вида. Разпространен е на Иберийския полуостров.
- Lynx rufus – Червен рис.

## Произход и еволюция
Линията на риса се отделя като самостоятелна в семейство Коткови преди около 8 млн. години. Това е станало на територията на Северна Америка. Вероятно първият отделил си вид е Felis rexroadensis. Макар че притежава общи черти с рисовете видът не е класифициран като настоящ рис.
Смята се, че четирите днес известни вида от род Рисове произлизат от общ предшественик. Видът, който се отделя най-рано е Иберийския рис.
Еволюция на род Lynx
|  | Lynx rufus – Червен рис                                                                         |
|  |                                                                                                 |
|  | \| \| Lynx lynx – Евроазиатски рис \| \| \| \| \| \| Lynx canadensis – Канадски рис \| \| \| \| |
|  |                                                                                                 |
|  | Lynx lynx – Евроазиатски рис                                                                    |
|  |                                                                                                 |
|  | Lynx canadensis – Канадски рис                                                                  |
|  |                                                                                                 |

|  | Lynx lynx – Евроазиатски рис   |
|  |                                |
|  | Lynx canadensis – Канадски рис |
|  |                                |

|  | Lynx rufus – Червен рис                                                                         |
|  |                                                                                                 |
|  | \| \| Lynx lynx – Евроазиатски рис \| \| \| \| \| \| Lynx canadensis – Канадски рис \| \| \| \| |
|  |                                                                                                 |
|  | Lynx lynx – Евроазиатски рис                                                                    |
|  |                                                                                                 |
|  | Lynx canadensis – Канадски рис                                                                  |
|  |                                                                                                 |

|  | Lynx lynx – Евроазиатски рис   |
|  |                                |
|  | Lynx canadensis – Канадски рис |
|  |                                |

Според редица автори родоначалникът на всички съвременни видове рисове днес е Lynx issiodorensis. Той е населявал Южна Африка и е притежавал общи черти характерни за днешните Фелиди и Рисове. Преди около 1,25 млн. години той преминава на север в Северното полукълбо. Първият отделил се съвременен вид е Иберийският рис (Lars Werdrlin). Той еволюира последователно през известните днес изкопаеми видове Lynx issiodorensis issiodorensis, Lynx issiodorensis valadarnensis и Lynx pardinus spelaea. Предполага се, че в района на днешен Китай съвременният Евроазиатски рис се е отделил и постепенно се разселва на запад. Така достига Европа и постепенно измества Иберийския рис до границите на полуострова. От населилия се общ предшественик в Северна Америка е произлязъл днешния Червен рис. Днес е известен преходен изкопаем вид наречен Lynx issiodorensis kurteni. През ледниково застудяване преди около 200 000 години представители на евроазиатския рис се преселват в Северна Америка. Тук те постепенно еволюират в днешния Канадски рис.
Четирите вида са били приемани за отделни подвидове на риса разпространени на обширна територия в Северното полукълбо. Днес те са отделени като самостоятелни като евразийският обитава най-голям ареал и е най-едър от всички. Дълго време родът е класифициран като подрод на настоящия Felis. Поради тази причина и днес в по-стара специализирана литература рисът може да бъде срещнат като Felis lynx като често е описван с обобщените особени белези на известните днес видове.

## Фосилна летопис на рисовете в България
Като цяло фосилната и субфосилна летопис на рисовете от род Lynx в България включва 5 вида (2 от които недоопределени до вид). Най-древните от тях са от ранен плиоцен: Lynx issiodorensis, L. spelaeus, L. lynx като Lynx sp. 1 и Lynx sp. 2. Плейстоценското находище от пещерата Сухи Печ / Козарника (община Белоградчик) e най-богатото на фосилни останки в България. Там са открити находки от 3 вида рисове. По-голямата част от находищата (10) са в Северна България, и само 3 са от Южна България. Три находища са разположени в планински райони, а всички останали са в хълмисти или равнинни ландшафти в цялата страна. Сред идентифицираните останки най-чести са долните челюсти. Те представляват повече над половината от всички събрани находки.